# 1992 en Alberta
Chronologie de l'Alberta
- 1988
- 1989
- 1990
- 1991
- 1992
- 1993
- 1994
- 1995
- 1996

Cette page concerne des événements qui se sont produits durant l'année 1992 dans la province canadienne de l'Alberta.

## Politique

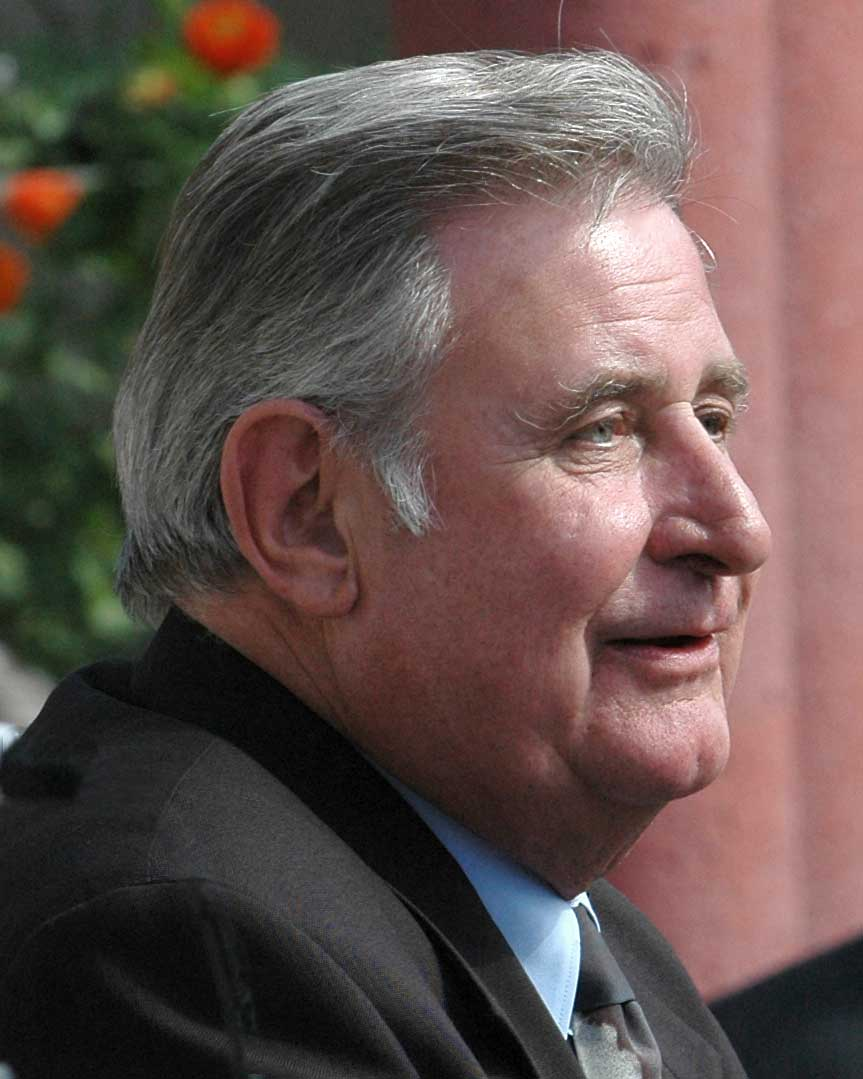
Ralph Klein

- Premier ministre :   Donald Getty du parti Progressiste-conservateur puis Ralph Klein du parti Progressiste-conservateur
- Chef de l'Opposition :
- Lieutenant-gouverneur : Gordon Towers (en)
- Législature :

## Événements
- Mise en service du Dudley B. Menzies Bridge à Edmonton. L'ouvrage comprend un niveau supérieur de circulation pour les véhicules et un niveau inférieur pour les piétons et les cyclistes[1].

- 23 août : mise en service de la University LRT station, station du métro d'Edmonton[2].

- 28 août : mise en service de l' Edmonton City Hall[3].

- Du 6 au 8 septembre : Corrine Gustavson a été enlevée.

- 16 décembre : Ralph Klein succède à Don Getty au poste du Premier ministre de l'Alberta.

## Naissances
- 5 janvier : Landon Ryan Liboiron, acteur canadien[4]. Il est connu pour ses rôles de Declan dans la série Degrassi, Josh dans Terra Nova et Peter Rumancek dans la série Hemlock Grove.
- 7 janvier : Patrick Holland (né à Lethbridge), joueur professionnel canadien de hockey sur glace qui joue au poste d'ailier droit.
- 25 janvier : Atsuko Tanaka, née à Calgary, sauteuse à ski canado-japonaise.

- 3 mars : Alexander Petrovic, dit Alex Petrovic, (né à Edmonton ), joueur professionnel canadien de hockey sur glace. Il joue au poste de défenseur[5].

- 8 avril : Ben Knopp (né à Calgary), joueur professionnel canadien de hockey sur glace. Il évoluait au poste d'attaquant[6].
- 29 avril : Sarah Freeman, née à Calgary, skieuse alpine canadienne. Elle skie pour l'équipe de ski de la Colombie-Britannique depuis 2007. En 2011, elle s'est classée seconde parmi les femmes pour la descente, première junior, aux championnats canadiens GMC à Nakiska[7],[8].

- 6 mai : Brendan Gallagher (né  à Edmonton), joueur professionnel canadien de hockey sur glace. Il joue actuellement au poste d'ailier droit avec les Canadiens de Montréal. Il joue sa carrière junior avec les Giants de Vancouver de la Ligue de hockey de l'Ouest pour lesquels il cumule plus de deux cents rencontres[9].
- 8 mai : Noah Bowman, né à Calgary, skieur acrobatique canadien spécialisé dans les épreuves de half-pipe.
- 24 mai : Kimberley McRae (née à Calgary), lugeuse canadienne.

- 9 juin : Brianne Tutt, patineuse de vitesse canadienne, née à Calgary.

- 7 juillet : Kristofer "Kris" Dahl, né à Calgary, est un coureur cycliste canadien.

- 14 septembre : Cassie Sharpe, née à Calgary, skieuse acrobatique canadienne spécialiste de half-pipe. Elle devient championne olympique de half-pipe lors des Jeux olympiques de 2018 à Pyeongchang.
- 15 septembre : 
  - Katherine Plouffe, née à Edmonton, joueuse canadienne de basket-ball. Elle joue aux postes d'ailier fort et pivot.
  - Michelle Plouffe, née à Edmonton, joueuse canadienne de basket-ball. Elle joue au poste d'ailière.

- 22 octobre : Caolan Owen Lavery, né à Red Deer, footballeur international nord-irlandais, qui joue au poste d'attaquant à Walsall.

- 22 novembre : Richard Funk, né à Edmonton, nageur canadien.

- 2 décembre : Melissa Lotholz, née à Barrhead, est une bobeuse canadienne.
- 9 décembre : Joseph Morrow, dit Joe Morrow, (né à Sherwood Park), joueur professionnel canadien de hockey sur glace. Il joue au poste de défenseur[10].
- 24 décembre : Macx Davies, né à Calgary, biathlète canadien.